# Centrolene tayrona
A Centrolene tayrona a kétéltűek (Amphibia) osztályába, a békák (Anura) rendjébe, ezen belül az üvegbékafélék (Centrolenidae) családjának Centrolene nemébe tartozó faj.

## Előfordulása
Kolumbiában él, endemikus. Természetes élőhelye a szubtrópusi és trópusi
alföldi- és hegyi erdők és folyóvizek.